# Солдатова, Наталья Эдуардовна
Ната́лия Эдуа́рдовна Солда́това (род. 11 февраля 1979, Москва) — российская актриса театра и кино, приглашённый эксперт в передачах «Пусть говорят» (На «Первом канале») и «Андрей Малахов. Прямой эфир» (на «Россия-1»). Многодетная мать.

## Биография
Родилась 11 февраля 1979 года в Москве в семье инженера и завуча. В 1996 году окончила гимназию № 1516 в Москве. 
Девять лет занималась бальными танцами. В 2000 году закончила ГИТИС (РАТИ) с красным дипломом. С января 1998 по декабрь 2000 года. актриса Московского драматического театра им. Ермоловой. После рождения дочери ушла из театра, начав карьеру актрисы кино. Частый гость программ «Пусть говорят» и «Андрей Малахов. Прямой эфир». Так же занимается преподавательской деятельностью в гимназии № 1563.

## Семья
Во время учёбы в ГИТИС вышла замуж, многодетная мать: дочь Юлия (2001), сын Евгений (2008), сын Леонид (2010).

## Роли в театре
- «Прошлым летом в Чулимске» А. Вампилова — Валентина
- «Над пропастью во ржи» Д. Сэлинджера — Сьюзи
- «Дачники» — Ольга
- «Мери Поппинс, до свидания» — «Майкл»

## Фильмография
1. 1999 — Мама — стюардесса
2. 2001 — Часы без стрелок — помощница Нардо
3. 2003 — Сибирочка — Аля
4. 2005 — Полный вперёд — Люся
5. 2005 — Херувим — Наталия
6. 2005 — За всё тебя благодарю — Анна Терёхина
7. 2006 — Девять жизней Нестора Махно — Винцента Данилевская
8. 2006 — За всё тебя благодарю 2 — Анна Терёхина
9. 2007 — Джоконда на асфальте — эпизод
10. 2007 — Литейный, 4 — эпизод (1-й сезон 14-я серия)
11. 2008 — Возьми меня с собой — Лера
12. 2008 — Главная улика (Россия, Украина) — Светлана Климова
13. 2008 — Колечко с бирюзой (Украина) — Наталия
14. 2008 — Королева льда — Елена
15. 2008 — Однажды в провинции — Анжела, дочь Елены
16. 2008 — За всё тебя благодарю 3 — Анна Терёхина
17. 2009 — Ночная смена (Россия, Украина, в производстве) — Анастасия
18. 2010 — Анжелика — Юля
19. 2011 — Голубка — Лиля
20. 2012 — Гюльчатай (Россия) — майор милиции Светлана Ларина
21. 2012 — Мой любимый гений — Наташа Карташова
22. 2013 — Без следа — Ирина Коваль
23. 2013 — Незабудки — Марина
24. 2013 — Тёщины блины — Света
25. 2016 — Мороз по коже — Валентина
26. 2016 — Слёзы на подушке — Валя Морозова
27. 2017 — Девушка с косой — Лена
28. 2017 — Пока смерть не разлучит нас — Кретова
29. 2021 — Полёт — Светлана Родионова, вдова Владимира, мама Дани и Полины
30. 2024 — Смотри на меня! — Зина